# 션앤제디
션앤제디는 대한민국의 음악 그룹이다. 2018년 싱글 [오늘만이야]로 데뷔했다. 멤버들 모두 1989년생이다.

## 방송
- 모디션 (2019) - 우승

## 음반
- 오늘만이야 (2018)
- 나야 (2019)
- 언제부터야 (2019)
- Come Spoon Me (2019)
- 나답지 않아 (2020)
- Walk into Christmas (2020)